# Дорога, з якої нема вороття (оповідання)
«Доро́га, з яко́ї нема́ вороття́» (пол. Droga, z której się nie wraca) — оповідання із циклу про Відьмака, автором якого є Анджей Сапковський. Оповідання розповідає про те, як зустрілися друїдка Вісенна і найманець Корін, а також про обставини, що це супроводжували. За мотивами оповідання Богуславом Польхом намальований комікс «Дорога без вороття» (пол. Droga bez powrotu).

## Опис сюжету
Вигнаний із Круга чарівник Фрегенал створює гігантського жахливого павука-«кощія» (пол. Kościej) і із бандою найманців перерізує єдину дорогу через перевал, що веде в місто Амель, де добувають яшму. Гірникам та купцям доводиться торгувати на грабіжницьких умовах чарівника, його банда утискає місцевих жителів. Правитель Майєни зайнятий війною з Разваном і йому немає до цього справи. Коваль Микула посилає прохання про допомогу до Круга, йому посилають чаклунку Вісенну. В дорозі вона зустрічає пораненого лицаря Коріна, що потрапив у засідку Фрегенала. Удвох вони рятують Микулу від загону бандитів, підіймають народ і йдуть до перевалу. Глава банди найманців Кегль заявляє, що вони зв'язали і пограбували Фрегенала, що схибнувся на владі над світом, і Кегль вимагає, щоб його пропустили із здобиччю, Корін погоджується. У печері знаходять чарівника, і погрожуючи віддати його на розправу селянам, Вісенна вибиває з нього «руйнівне закляття». Вони утрьох йдуть на перевал. Фрегенал, проявивши неймовірну спритність, ранить Коріна і Вісенну і втікає, але гине від сокири Микули, що незабаром нагодився. З'являється Кощій. Він наздоганяє героїв, на нього нападає Кегль. Микула і Корін відволікають чудовисько від Кегля, Кощій іде на Вісенну, чаклунка знищує його закляттям. Кегль вмирає. Вісенна їде не попрощавшись, але Корін наздоганяє її.

## Створення
Вперше оповідання було надруковане в журналі «Fantastyka» (укр. Фантастика) № 8 за 1988 рік. Створенню оповідання сприяв напрочуд гарний прийом першого оповідання Анджея Сапковського — «Відьмак», яке було надруковане у цьому ж журналі двома роками раніше.
Історія, що описується у творі, спочатку не повинна була бути пов'язана з циклом про відьмака Геральта, тому що на той момент написання ніякого циклу романів ще не планувалося. Уже пізніше, під час написання Саги, Сапковський захотів розкрити деяку інформацію про минуле головного героя, і вирішив зробити Вісенну матір'ю Геральта. Причиною того, що Сапковський повернув персонаж і зробив її матір'ю відьмака, стало ім'я «Вісенна» (пол. Visenna), що йому дуже сподобалося. Його він знайшов у старопольській енциклопедії Зигмунта Глогера (пол. Zygmunt Gloger). Ім'я «Корін» (пол. Korin) Сапковський вигадав сам. Ідея про те, що Корін є батьком Геральта, була висунута Мацеєм Паровським (пол. Maciej Parowski), і пізніше реалізована у коміксі «Дорога без вороття» (пол. Droga bez powrotu), де він, разом з Сапковським, був автором тексту.
Перше видання оповідання без відома автора зазнало стильових правок з боку Мацея Паровского, редактора журналу «Fantastyka». Пізніше, коли оповідання випускали окремою книгою, Сапковський повернувся до свого першого машинопису.

## Переклади українською
- Анджей Сапковський. Дорога, з якої нема вороття. Переклад з пол.: Ореста Ткачук. Київ: Журнал «Всесвіт». 1993. № 2 (770)